# Tanyptera (Mesodictenidia) perangusta
Tanyptera (Mesodictenidia) perangusta is een tweevleugelige uit de familie langpootmuggen (Tipulidae). De soort komt voor in het Palearctisch gebied.